# Yakuba Ouattara
Billy Yakuba Ouattara (* 24. Januar 1992 in Tepa) ist ein französischer Basketballspieler.

## Laufbahn
Ouattara wuchs in Lyon auf. Er spielte für die Vereine Clar Lyon und Cro Lyon, wechselte dann in den Nachwuchsbereich von Élan Sportif Chalonnais. Nach ersten Einsätzen für Chalon in der höchsten französischen Spielklasse, LNB ProA, wurde er Leistungsträger beim Zweitligisten Denain ASC Voltaire, kehrte mit seinem Wechsel nach Monaco in die erste Liga zurück und wurde dort ebenfalls Stammspieler.
Nach guten Leistungen in Monaco versuchte Ouattara den Sprung in die nordamerikanische NBA und unterschrieb im Juli 2017 einen Vertrag bei den Brooklyn Nets, kam aber nicht zum Einsatz. Nach der Vertragsauflösung Mitte Dezember 2017 spielte er bei den Long Island Nets in der NBA G League. Im April 2018 kehrte er nach Monaco zurück, bestritt bis zum Ende der Saison 2017/18 jedoch wegen einer Wadenverletzung nur ein Spiel.
Im Anschluss an ein Spieljahr beim spanischen Erstligisten Betis Sevilla unterschrieb Ouattara wieder einen Vertrag bei AS Monaco. Im Mai 2023 stand er mit Monaco im Halbfinale der EuroLeague. Nach einer Niederlage gegen Piräus gewann man anschließend das Spiel um den dritten Platz gegen Barcelona. Ouattara führte die Mannschaft als Kapitän im Juni 2023 zum Gewinn des ersten französischen Meistertitels der Vereinsgeschichte. 2024 wiederholte Ouattara mit Monaco den Meistertitel.
Im Sommer 2024 wechselte er innerhalb der französischen Liga zu Paris Basketball. Ende April 2025 wurde mit der Hauptstadtmannschaft französischer Pokalsieger. Im Juni 2025 kam der Meistertitel hinzu.

### Nationalmannschaft
Im August 2017 wurde Ouattara erstmals in der französischen Herrennationalmannschaft eingesetzt. Einsätze für Jugendauswahlen seines Landes hatte er während seiner vorherigen Laufbahn nicht verzeichnet.